# Израильский салат
«Израильский» салат (ивр. סָלָט יִשְׂרְאֵלִי‎ салат исраэли́) — салат из мелко нарезанных овощей, распространенный в Израиле. Считается «самым известным национальным блюдом Израиля». В самом Израиле салат называется кацуц (ивр. סָלָט קָצוּץ‎ — «рубленый салат»), а также салат арави (ивр. סָלָט עֲרָבִי‎ и араб. سلطة عربية‎ — «арабский салат») или салат йеракот (ивр. סָלָט יְרָקוֹת‎ — «овощной салат»). У палестинцев салат также традиционное блюдо и носит названия salatat al-bandura, salatat banadura, sultat tamatim (араб. سلطة طماطم‎ — «помидорный салат») или salata na’meh.
Базовые ингредиенты салата — свежие огурцы, помидоры, лук и болгарский перец либо перец чили. Заправляется солью, оливковым маслом и (или) лимонным соком.
В Израиле подается повсеместно как в домашней кухне, так и в ресторанах, гостиницах, в том числе в виде добавки к популярным видам стритфуда — фала́фелю, шаурме, хумусу и другим.
Салаты, приготовленные по одному и тому же рецепту с разными названиями, широко распространены и популярны во всем Восточном Средиземноморье. Традиционное местное блюдо было заимствовано еврейскими иммигрантами в Левант в конце XIX века.

## Описание блюда
Израильский салат готовится из измельченных сырых помидоров, лука и огурца, а также может включать перец, морковь, зелёный лук, листовую зелень и петрушку. Салат заправляют свежим лимонным соком или оливковым маслом, либо смесью сока и масла. Распространенные заправки для завтрака — заатар и йогурт, а сумах и тахини используются при подаче салата в другое время суток. Как правило, огурцы не очищаются от кожуры. Умение нарезать помидоры и огурцы на «самые красивые и идеальные кубики» считается признаком мастерства для поваров киббуцев. В традиционных рецептах израильского салата не используется салат-латук.
В израильских ресторанах и кафе израильский салат подают как самостоятельное блюдо, в качестве сопровождения основных блюд или как начинку в лаваше с фалафелем или шаурмой. Это блюдо было частью традиционного израильского домашнего завтрака до того, как с Запада пришла традиция употреблять на завтрак хлопья. Салат остается стандартной составляющей завтраков на «шведском столе» в израильских отелях, а также домашнем обиходе.

## История
Культивирование огурца на Ближнем Востоке имеет давнюю историю. Помидоры же, происходящие из Южной Америки, начали выращиваться в Сирии только в XIX веке, во времена Османской империи. Гиль Ховав, израильский кулинарный критик и шеф-повар, прослеживает происхождение израильского салата от палестинского арабского салата. Историк Гиль Маркс прослеживает знакомство еврейских иммигрантов в конце XIX века с салатом из огурцов и помидоров в Османской Палестине, и его происхождение от тур. çoban salatası (пастушьего салата).